# Вихтимъярви
Ви́хтимъя́рви (фин. Vihtimjärvi) — пресноводное озеро на территории Найстенъярвского сельского поселения Суоярвского района Республики Карелии.

## Физико-географическая характеристика
Располагается на высоте 157,9 метров над уровнем моря.
Форма озера продолговатая: оно более чем на полтора километра вытянуто с северо-запада на юго-восток. Берега каменисто-песчаные.
Через озеро течёт река Вихтимйоки, приток реки Ирсты, впадающей в озеро Саариярви, через которое протекает река Тарасйоки, являющаяся притоком реки Шуи.
Острова на озере отсутствуют.
К западу от озера проходит шоссе 86К-14 («Суоярви — Юстозеро — (через Поросозеро) — Медвежьегорск»).
Населённые пункты вблизи водоёма отсутствуют.

## Панорама

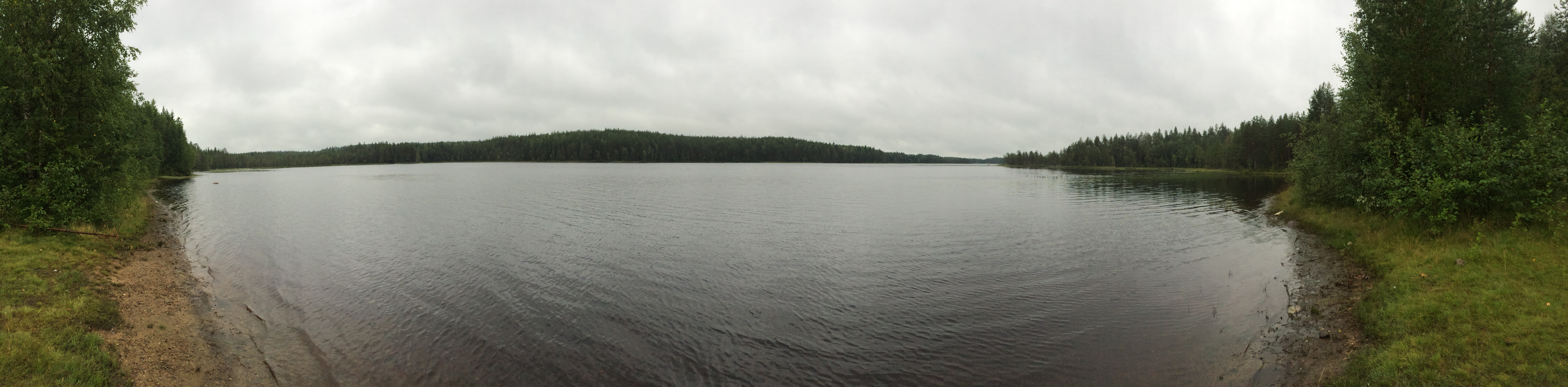
Панорама